# Lysefjord
De Lysefjord (Noors: Lysefjorden) is een Noorse fjord in de gemeente Sandnes in de provincie Rogaland vlak bij de Høgsfjord. De naam betekent lichtfjord, waarschijnlijk door de lichte granieten stenen langs de fjord.
De fjord is ongeveer 42 km lang en op het diepste punt 500 meter diep. De Lysefjord werd aan het eind van de laatste ijstijd gevormd, toen de gletsjers smolten.

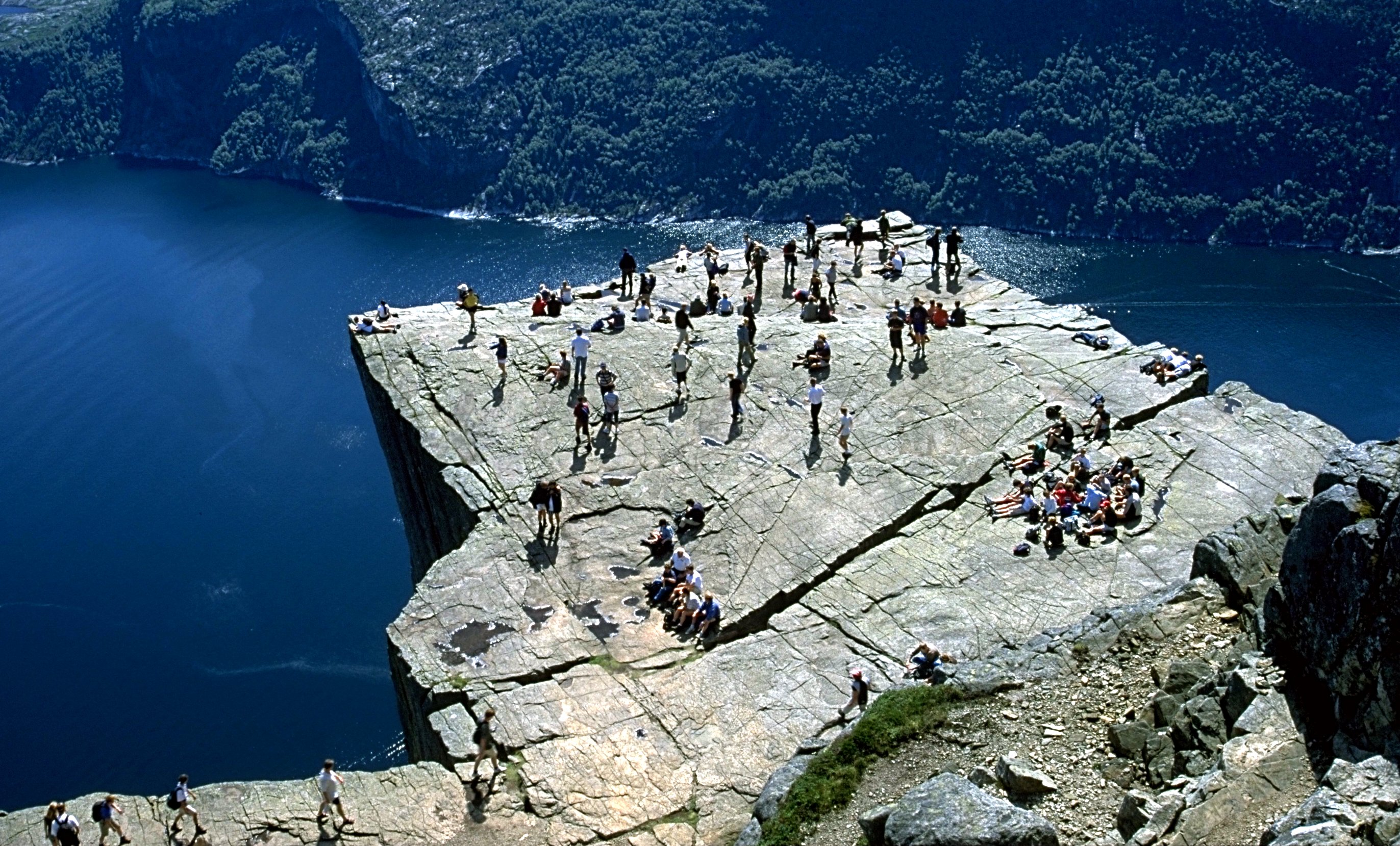
Preikestolen
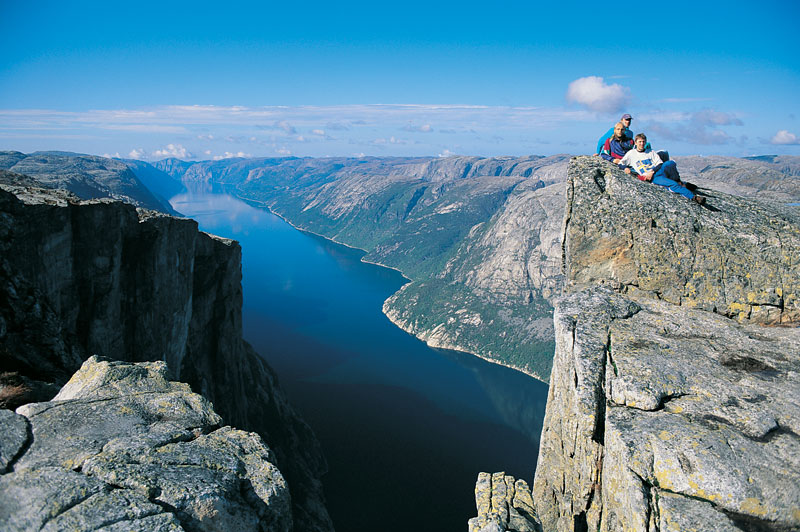
De Lysefjord vanaf Kjerag
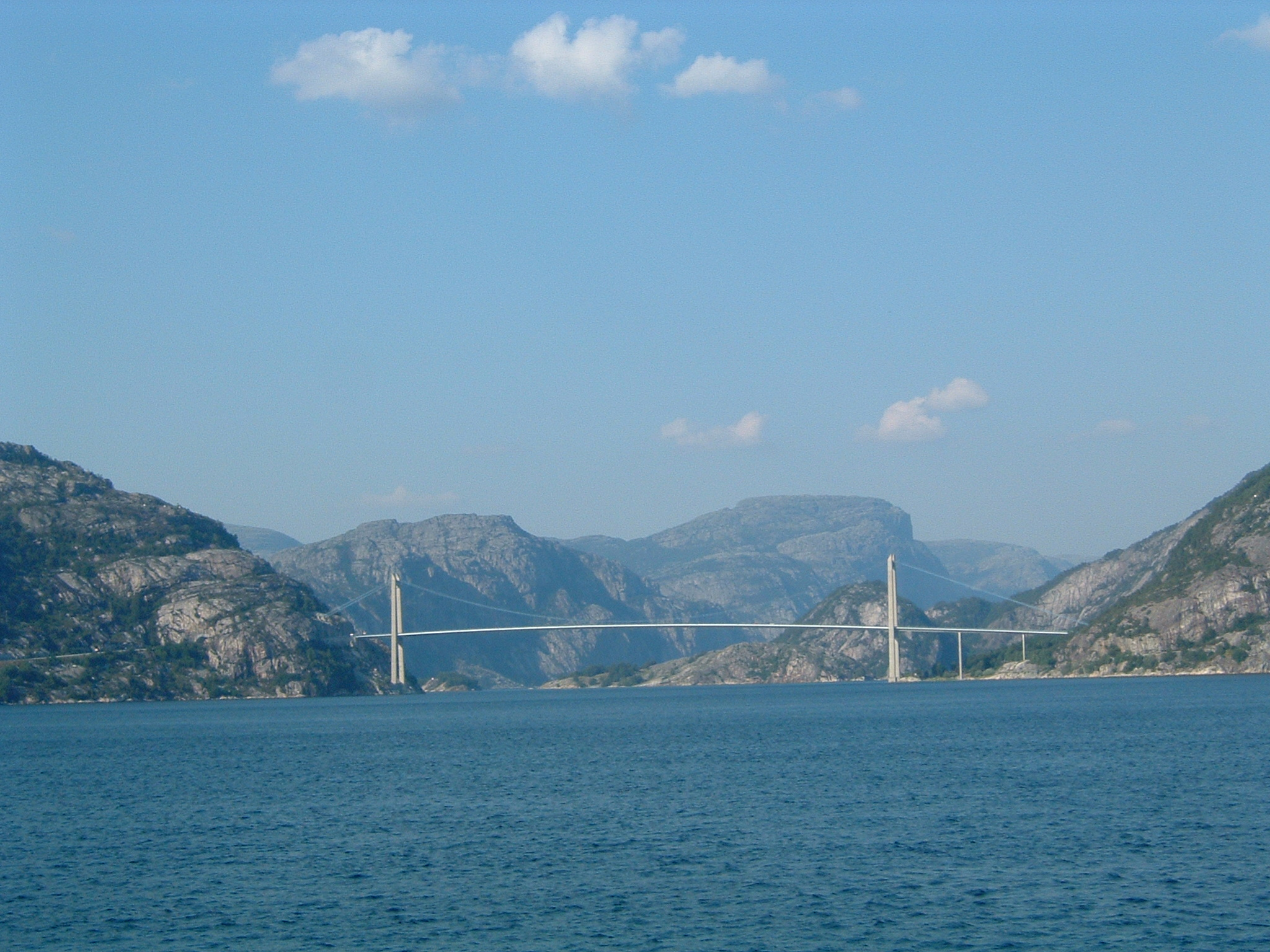
Lysefjordbrug

Bekende bezienswaardigheden als Preikestolen en Kjerag liggen langs de fjord. De fjord wordt jaarlijks door duizenden toeristen bezocht, in 2006 door bijna 280.000 toeristen.
Enkele plaatsen langs de fjord zijn: Oanes, Forsand, Høllesli, Vika, Fossmark, Preikestolen, Bratteli, Bakken, Flørli, Songesand, Kjerag en Lysebotn. Dichtstbijzijnde grote stad is Stavanger.
Er is een ferryverbinding over de Lysefjord tussen Lysebotn en Lauvik. Tussen Lauvik en Oanes is er de Lysefjordbrug.